# Gogaran
Gogaran (en arménien Գոգարան ) est une communauté rurale du marz de Lorri en Arménie. En 2008, elle compte 1 434 habitants.